# Firmilian Marin
Firmilian Marin (n. 18 februarie 1901, Plopeasa, România – d. 29 octombrie 1972, București, România) a fost un cleric ortodox român, mitropolit al Olteniei.

## Distincții
- Ordinul „Steaua Republicii Populare Romîne” clasa a II-a (21 august 1954) „pentru merite deosebite pe tărîmul construcției de stat, economice, sociale și culturale, cu ocazia celei de a zecea aniversări a eliberării patriei noastre”[2]